# Bogucice (Bochnia)
Bogucice (deutsch Boguschitz) ist eine Ortschaft mit einem Schulzenamt der Landgemeinde Bochnia im Powiat Bocheński der Woiwodschaft Kleinpolen, Polen.

## Geographie
Der Ort liegt am rechten Ufer des Flusses Raba.
Die Ortsteile sind: Banie, Kopalina, Machnowiec, Niemiecka Wieś (wortgetreu: Deutsches Dorf), Podolszynie, Przedewsie, Zaolszynie.
Die Nachbarorte sind Bessów im Norden, Bratucice im Osten, Zatoka im Südosten, Majkowice im Südwesten, Mikluszowice im Westen.

## Geschichte
Der Ort wurde im Jahre 1285 erstmals urkundlich erwähnt.
Bei der Ersten Teilung Polens kam Bogucice 1772 zum neuen Königreich Galizien und Lodomerien des habsburgischen Kaiserreichs (ab 1804).
Im Jahre 1783 wurden dort im Zuge Josephinischen Kolonisation deutsche Kolonisten lutherischer und reformierter Konfession angesiedelt. Sie gehörten zur Pfarrgemeinde in Gawłów. Bis Ende des 19. Jahrhunderts wurden sie polonisiert. Im Jahre 1900 hatte das ganze Dorf 735 Einwohner, davon alle polnischsprachig, 669 römisch-katholisch, 13 Juden und 53 anderer Glaube (überwiegend evangelisch).
1918, nach dem Ende des Ersten Weltkriegs und dem Zusammenbruch der k.u.k. Monarchie, kam Bogucice zu Polen. Unterbrochen wurde dies durch die Besetzung Polens durch die Wehrmacht im Zweiten Weltkrieg, währenddessen es zum  Generalgouvernement gehörte.
Von 1975 bis 1998 gehörte Bogucice zur Woiwodschaft Tarnów.

## Sehenswürdigkeiten

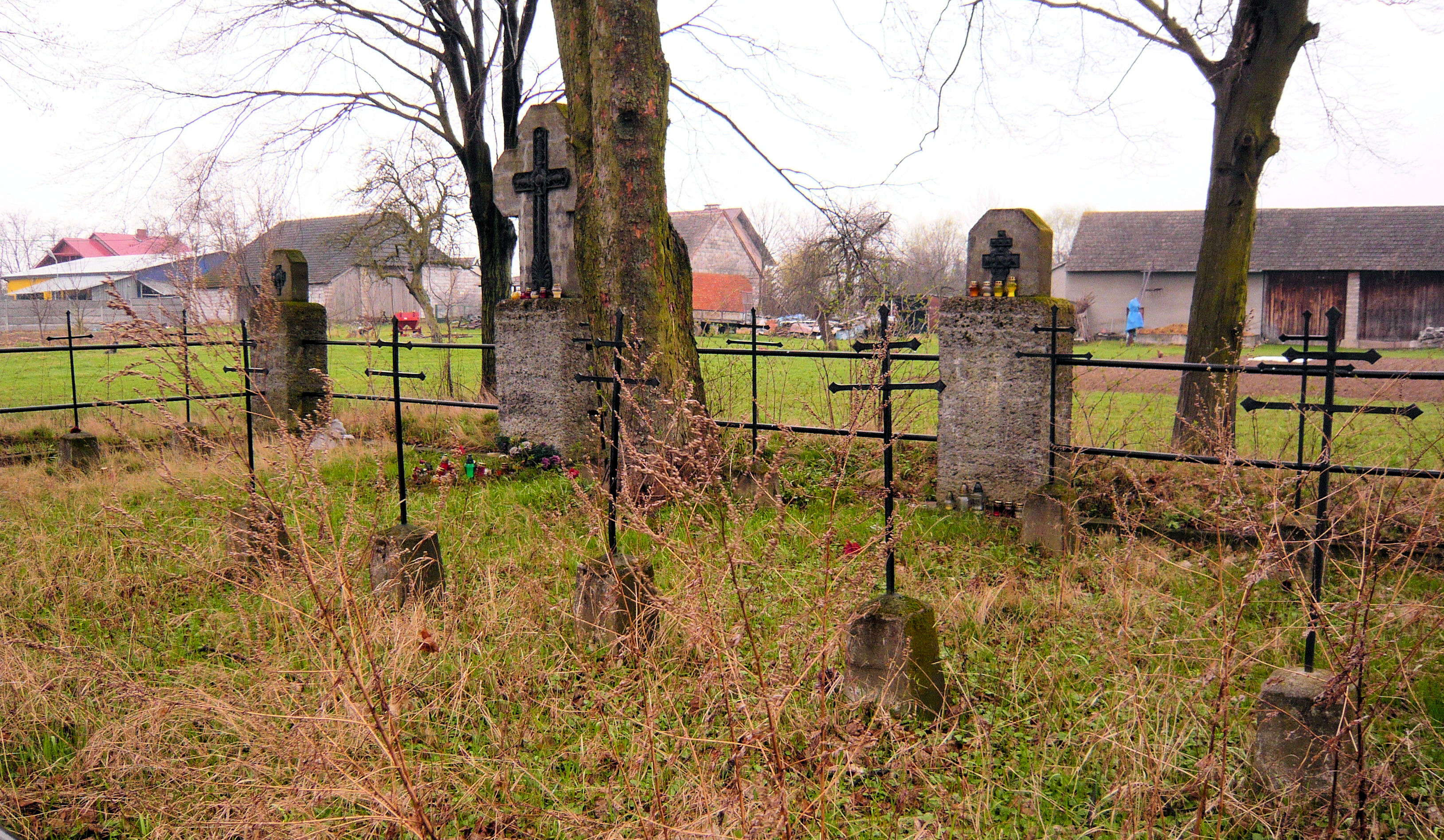
Soldatenfriedhof #317

- Soldatenfriedhof #317 vom Ersten Weltkrieg

## Persönlichkeiten
- Józef Wilkoń (* 12. Februar 1930 in Bogucice), Maler, Bildhauer, Bildwirker und Illustrator von Büchern.